# Myrmecozela changaicus
Myrmecozela changaicus är en fjärilsart som beskrevs av Aleksei Konstantinovich Zagulajev 1997. Myrmecozela changaicus ingår i släktet Myrmecozela och familjen äkta malar.
Artens utbredningsområde är Mongoliet. Inga underarter finns listade i Catalogue of Life.